# Oussama Oueslati
Oussama Oueslati (in arabo أسامة وسلاتي‎?; Manouba, 24 marzo 1996) è un taekwondoka tunisino, vincitore di una medaglia di bronzo ai Giochi olimpici di Rio de Janeiro 2016 nella categoria fino a 80 kg.

## Palmares
- Olimpiadi

Rio de Janeiro 2016: bronzo nella categoria fino a 80 kg